# Dryadaula caucasica
Dryadaula caucasica is een vlinder uit de familie echte motten (Tineidae). De wetenschappelijke naam is voor het eerst geldig gepubliceerd in 1970 door Zagulajev.
De soort komt voor in Europa.